# Maximilian Sterz
Maximilian Sterz (26. září 1798 – ???) byl rakouský politik německé národnosti ze Slezska, během revolučního roku 1848 poslanec Říšského sněmu.

## Biografie
Roku 1849 se uvádí jako Maximilian Sterz, majitel hospodářství ve Skrochovicích. Uvádí se i jako mlynář a majitel statku ve Skrochovicích. Byl etnickým Němcem.
Během revolučního roku 1848 se zapojil do veřejného dění. Ve volbách roku 1848 byl zvolen i na ústavodárný Říšský sněm. Zastupoval volební obvod Krnov. Tehdy se uváděl coby majitel hospodářství. Řadil se k sněmovní levici.